# Temirzhan Daulet
Temirzhan Daulet (20 de febrero de 1991) es un deportista kazajo que compite en judo adaptado. Ganó una medalla de plata en los Juegos Paralímpicos de Tokio 2020, en la categoría –73 kg.

## Palmarés internacional
| Juegos Paralímpicos | Juegos Paralímpicos | Juegos Paralímpicos | Juegos Paralímpicos |
| Año                 | Lugar               | Medalla             | Categoría           |
| ------------------- | ------------------- | ------------------- | ------------------- |
| 2020                | Tokio (Japón)       | Medalla de plata    | –73 kg              |